# Vilajet Hrvati
Vilajet Hrvati, osmanska upravna jedinica na području današnje Republike Hrvatske. Sam naziv je prvi put korišten u popisu stanovništva iz 1528. – 1530. godine koji sadrži naznaku o prisutnosti hrvatskog etničkog elementa na navedenom području, kao i naznaku da je to područje prije pripadalo Hrvatskomu kraljevstvu.

## Povijest
Nakon sloma hrvatsko-ugarske vojske i kraljevstva 1526. godine u bitci na Mohačkom polju, sudbina velikog dijela nekadašnjih zemalja Hrvatsko-Ugarske bila je zapečaćena. Tako se tijekom 1520-ih na udaru osmanskih snaga iz susjedne Hercegovine našla i Dalmacija, osobito dijelovi koji su priznavali vlast hrvatsko-ugarskoga kralja. Dalmatinsko zaleđe, za razliku od utvrđenih gradova na obali i otoka, koji su bili pod mletačkom vlašću, ubrzo pada pod vlast sultana. Od osvojenih teritorija potom se osniva tzv. Vilajet Hrvati, koji je obuhvaćao područje između Zrmanje do Cetine, i dijelove između Une i Velebita, u sastavu osmanske Bosne. Osnovan je na područjima osvojenim između 1522. i 1528. godine. Sjedište mu je bilo u Sinju, a tom je prigodom osnovan i kadiluk Skradin. Godine 1537. to se područje uklapa u veću upravnu jedinicu, sandžak. Dobio je ime po Klisu kao svome središtu, a obuhvaćao je i dio današnje BiH. U pojedinim vrelima taj sandžak kao i prethodeća mu jedinica nosi atribut hrvatskog (u pismu kliškog sandžak-bega Ferhada 1558.). Oko 1580., pak, područje sjeverozapadno od rijeke Krke izdvojeno je kao novoosnovani Krčki sandžak. Iako su oba sandžaka bila podređena bosanskomu beglerbegluku, čini se da je Krčki sandžak ostao u nekoj mjeri podređen Kliškom sandžaku.

## Daljnja literatura
- I. Mažuran: Hrvati i Osmansko carstvo, Golden marketing, Zagreb, 1998. ISBN 953-6168-38-3